# Joe Kelly
Joe Kelly (13. březen 1913, Dublin – 28. listopad 1993, Neston) byl irský pilot formule 1. Narodil se v Jižní Americe, krátce před návratem rodičů do Irska, a proto byl zapsán až na faře v Dublinu. Vyrostl z něho schopný obchodník s motory, přesto mladý Joe inklinoval k rychlým vozům.

## Kariéra
Získal starší vůz od Geoffreye Taylora. Přestože se jednalo o vůz, který nedosáhl nikdy skutečného úspěchu, dokázal s ním Kelly konkurovat při Wakefield Trophy v roce 1950, kde nestačil pouze na Hamiltonovo Maserati. Slavit mohl i v roce 1952 na Ulster Trophy, když na trati v Dundrodu skončil na třetím místě a obstál tak o proti mnohem silnější konkurenci. Mezitím se neúspěšně prezentoval i v oficiálním mistrovství světa Formule 1. V letech 1950 a 1951 stál na startu Grand Prix Velké Británie, ale ani jednou nedovezl svou Altu do cíle.
Změna pravidel v letech 1952 a 1953, kdy se jezdila Formule 1 s vozy Formule 2, dávalo i značné šance na úspěch vozům Alta. Ani Kelly nenechal nic náhodě a do své Alty namontoval výkonnější motor Bristol. Na velkých akcích se s tímto vozem Kelly ukazoval jen sporadicky, protože byl zaneprázdněn přípravou vozu Jaguar C, s kterým slavil úspěchy až do osudného roku 1955, kdy havaroval v Outlon Parku. Joe Kelly utrpěl vážná zranění a jen o vlásek utekl amputaci ošklivě poraněné nohy. Bylo jasné, že s kariérou závodního pilota se Kelly bude muset rozloučit. Po návratu z nemocnice začíná znovu s obchodní činností a stává se prodejcem vozů Ferrari v Irsku a pomalu začíná rozvíjet obchodní síť ve Velké Británii.

## Účinkování ve Formuli 1
- 1950 bez bodů – Alta GP
- 1951 bez bodů – Alta GP

### Statistiky
- 2 Grand Prix
- 0 vítězství
- 0 pole positions
- 0 nejrychlejších kol
- 0 bodů
- 0 x podium

### Mistrovství světa F1
- 1951 – 18. místo Grand Prix Velké Británie 1951